# HAT-P-2b
HAT-P-2b ist ein Extrasolarer Planet, der den gelben Zwerg HAT-P-2 alle 5,633 Tage umkreist. Auf Grund seiner hohen Masse wird angenommen, dass es sich um einen Gasplaneten handelt.

## Entdeckung
Der Planet wurde 2007 durch das HATNet Project mit Hilfe der Transitmethode entdeckt.

## Umlauf und Masse
Der Planet umkreist seinen Stern in einer Entfernung von ca. 0,0685 Astronomischen Einheiten und hat eine Masse von circa 2900 Erdmassen beziehungsweise 8,7 Jupitermassen. Sein Radius wurde mit 66.000 (±6 Prozent) Kilometern gemessen.